# Valerie Tarazi
Valerie Tarazi, née le 9 octobre 1999 dans l'Illinois est une nageuse palestino-américaine.

## Biographie
Valerie Tarazi grandit aux États-Unis dans l'Illinois, son grand père, Kamel Tarazi est de Gaza et elle a toujours de la famille en Palestine à Rafah. Elle fait une licence en gestion de la chaîne logistique à l'université d'Auburn où elle pratique également la natation. Elle commence un doctorat en logistique humanitaire toujours à l'Université d'Auburn. 
En 2023, elle participe aux jeux panarabes et remporte 2 médailles d'or, 3 médailles d'argent et une médaille de bronze.
En 2024, elle bénéficie d'une invitation du comité international olympique pour représenter la Palestine lors de l'épreuve du 200 mètres 4 nages aux jeux olympiques d'été à Paris,.
Elle est nommée porte-drapeau de la délégation de Palestine aux Jeux olympiques d'été de 2024 à Paris aux côtés du boxeur Wasim Abusal.